# Silvan Hefti
Silvan Hefti (Rorschach, 25 oktober 1997) is een Zwitsers voetballer die als doorgaans als rechtervleugelverdediger speelt. Hefti doorliep de jeugdopleiding van FC St. Gallen en maakte daar zijn debuut in het eerste elftal en het profvoetbal. In augustus 2024 maakte hij de overstap van Genoa naar Hamburger SV.

## Clubloopbaan

### Jeugd
Hefti begon met voetballen bij FC Goldach en maakte op elfjarige leeftijd de overstap naar de jeugdacademie van FC St. Gallen. Op 7 september 2013 debuteerde hij in het elftal van onder-17 tijdens een met 3-3 gelijkgespeelde wedstrijd tegen de leeftijdsgenoten van Young Boys, waarin hij van trainer Brunello Lacopetta een basisplaats kreeg. Hij speelde dat seizoen alle competitiewedstrijden zonder onderbreking. In het seizoen 2014/15 stapte Hefti door naar de onder-18, waar hij eveneens direct een vaste basisplaats verwierf. Op 23 augustus 2014 maakte hij zijn eerste doelpunt in de bovenbouw, in een met 5-0 gewonnen thuiswedstrijd tegen Servette; hij scoorde het vijfde doelpunt in de 47e minuut. In het seizoen 2015/16 maakte hij de overstap naar de senioren.

### FC St. Gallen
Hefti speelde vijf seizoenen voor FC St. Gallen en kwam in die periode tot 170 officiële wedstrijden, waarin hij vijf doelpunten scoorde. Hij maakte zowel zijn prof- als Europees debuut bij de oudste nog bestaande voetbalclub van Zwitserland.
In het seizoen 2015/16 maakte Hefti de overstap van de junioren naar de senioren en debuteerde hij op 12 september onder interim-trainer Daniel Tarone in de Super League tijdens een uitwedstrijd tegen FC Basel, waarin hij in de basis begon. In zijn eerste seizoen speelde hij 22 keer als rechtervleugelverdediger. In de zomer van 2016 verlengde hij zijn contract tot 2020. Onder trainer Josef Zinnbauer speelde Hefti in het seizoen 2016/17 36 competitiewedstrijden. Na een teleurstellende periode en vijf opeenvolgende nederlagen werd Zinnbauer in april vervangen door Giorgio Contini.. Hefti bleef basisspeler en FC St. Gallen eindigde dat seizoen als zevende.
In de voorbereiding op het seizoen 2017/18 raakte Hefti geblesseerd. Hij keerde op 16 augustus terug in de vierde speelronde tijdens een thuiswedstrijd tegen FC Lugano, waarin hij zijn eerste speelminuten van het seizoen maakte. Na zijn rentree behield hij een vaste plek in het basiselftal. Op 5 november ontving hij in de uitwedstrijd tegen Lugano de eerste directe rode kaart van zijn carrière. Hij werd in de 56e minuut van het veld gestuurd door scheidsrechter Stephan Klossner na een doorgebroken speler te hebben neergelegd. FC St. Gallen stond dat seizoen geruime tijd in de top drie van de Super League, maar zakte door zeven opeenvolgende nederlagen in de slotfase terug naar de vijfde plaats.
In het seizoen 2018/19 kreeg Hefti met Peter Zeidler opnieuw een nieuwe hoofdtrainer. De voormalige assistent van Ralf Rangnick benoemde hem bij de start van het seizoen tot aanvoerder. Op 26 juli maakte Hefti zijn Europese debuut tijdens een kwalificatiewedstrijd voor de Europa League tegen het Noorse Sarpsborg 08. In de met 2–1 gewonnen heenwedstrijd in het Kybunpark scoorde hij in de 41e minuut zijn eerste doelpunt voor FC St. Gallen. Op 11 november speelde hij tegen Young Boys zijn 100e officiële wedstrijd voor de club. Daarmee behoorde hij tot de jongste spelers die dat aantal duels op het hoogste Zwitserse niveau bereikten.
Het seizoen 2019/20, zijn vijfde en laatste bij FC St. Gallen, was Hefti’s meest succesvolle. De club streed lange tijd mee om het kampioenschap en stond enkele weken aan kop in de Super League. Uiteindelijk eindigde St. Gallen als tweede, achter Young Boys. Op 3 augustus 2020 speelde Hefti zijn 170e en laatste wedstrijd voor de club, uitgerekend tegen Young Boys, de club waar hij na het seizoen naartoe zou vertrekken, in de hoop daar zijn kansen op een plek in het Zwitsers nationaal elftal te vergroten.

### BSC Young Boys
Hefti speelde twee seizoenen voor BSC Young Boys uit Bern In deze periode kwam hij tot 72 officiële wedstrijden, waarin hij tweemaal scoorde. In de zomer van 2020 tekende hij een tweejarig contract als opvolger van Saidy Janko, die na een verhuurperiode terugkeerde naar FC Porto. Op 8 april maakte hij onder trainer Gerardo Seoane zijn debuut in de derde voorronde van de Champions League, waarin hij direct in de basis begon tijdens de met 4–1 verloren uitwedstrijd tegen FC Midtjylland.Enkele dagen later volgde zijn competitiedebuut in de thuiswedstrijd tegen  FC Zürich, waarin hij opnieuw de volledige wedstrijd speelde.[3] Tot aan de winterstop was Hefti basisspeler, maar in de tweede seizoenshelft belandde hij vaker op de reservebank. Young Boys sloot het seizoen af als kampioen van Zwitserland.
In zijn tweede seizoen (2021/22) bij Young Boys veroverde Hefti onder de nieuwe trainer David Wagner opnieuw een basisplaats. Op 23 oktober maakte hij zijn eerste doelpunt voor de club, tijdens een met 3–2 gewonnen thuiswedstrijd tegen FC Lausanne-Sport. In de 13e minuut opende hij de score. Met Young Boys kwalificeerde hij zich voor de groepsfase van de UEFA Champions League. Op 14 september maakte hij zijn debuut in het hoofdtoernooi van dit toernooi tijdens de met 2–1 gewonnen thuiswedstrijd tegen Manchester United Hefti begon in de basis en gaf in de 66e minuut de assist op Nicolas Moumi Ngamaleu, die de gelijkmaker scoorde. Op 23 november maakte Hefti zijn eerste doelpunt in de Champions League, tijdens het met 3–3 gelijkgespeelde thuisduel tegen Atalanta Bergamo. In de 84e minuut tekende hij na een voorzet van Michel Aebischer voor het derde Zwitserse doelpunt.Tijdens de winterstop kreeg Hefti de kans om zijn buitenlandse ambities waar te maken en maakte hij de overstap naar het op het hoogste niveau in Italië spelende Genoa.

### Genoa
Hefti stond tweeënhalf seizoen onder contract bij het Italiaanse Genoa, waarvoor hij 53 officiële wedstrijden speelde en eenmaal scoorde. In december 2021 maakte hij voor een transfersom van vijf miljoen euro de overstap naar de in 1893 opgerichte club. Op 6 januari 2022 debuteerde hij onder trainer Andrij Sjevtsjenko in de Serie A, tijdens de uitwedstrijd tegen Sassuolo. In het Mapei Stadium - Città del Tricolore begon hij in de basis en werd in de 64e minuut vervangen door Mohamed Fares. Hefti veroverde al snel een basisplaats als rechtervleugelverdediger, maar kon niet voorkomen dat Genoa het seizoen afsloot op de 19e plaats en degradeerde naar de Serie B.
In zijn tweede seizoen (2022/23) maakte Hefti op 3 september zijn eerste en enige doelpunt voor Genoa, in een met 3–3 gelijkgespeelde thuiswedstrijd tegen Parma. Hij tekende in de 42e minuut voor de 2–2. De club eindigde dat seizoen als tweede, waarmee promotie naar de Serie A werd afgedwongen. In het daaropvolgende seizoen (2023/24) verloor Hefti zijn basisplaats aan Stefano Sabelli. Tijdens de winterstop vertrok hij op huurbasis naar het in de Ligue 1 uitkomende Montpellier. Bij zijn terugkeer veranderde zijn perspectief in Genua niet, waarop hij in augustus 2024 een definitieve overstap maakte naar Hamburger SV, actief in de  2. Bundesliga.

#### Verhuur aan Montpellier
Hefti werd in januari 2024 voor de rest van het seizoen 2023/24, met een optie tot koop, door Genoa verhuurd aan het Franse Montpellier. Hij speelde in deze periode 14 officiële wedstrijden. Op 6 januari maakte hij zijn debuut onder trainer Michel Der Zakarian in de vijfde ronde van de Coupe de France , tijdens een uitwedstrijd tegen Amiens SC. In het Stade Crédit Agricole la Licorne begon hij in de basis.[2][3] Een week later volgde zijn competitiedebuut in de Ligue 1, waarin hij opnieuw in de basis startte tijdens de uitwedstrijd tegen Stade Brest in het Stade Francis-Le Blé.[4] Na enkele optredens verloor hij zijn basisplaats aan Enzo Tchato. Montpellier besloot na afloop van het seizoen geen gebruik te maken van de koopoptie, waarop Hefti terugkeerde naar Genoa.

### Hamburger SV
Enkele dagen na de openingswedstrijd van het seizoen  2024/25 tegen 1. FC Köln tekende Hefti een vierjarig contract bij Hamburger SV. Hiermee werd hij, na Miro Muheim, de tweede Zwitserse speler in de selectie. Op 10 augustus maakte hij zijn debuut voor Die Rothosen tijdens de thuiswedstrijd tegen Hertha BSC.. Hij werd in de 67e minuut als invaller gebracht voor Bakery Jatta. Door een rugblessure slaagde Hefti er niet in om in de eerste seizoenshelft een basisplaats te veroveren. Dit veranderde niet na het ontslag van trainer Steffen Baumgart, die werd opgevolgd door Merlin Polzin. Tijdens een van zijn spaarzame optredens scoorde Hefti op 2 februari in het thuisduel tegen Hannover 96 zijn eerste doelpunt voor HSV, waarmee hij de ploeg in de 15e minuut op een 1-0 voorsprong bracht. Met 11 basisplaatsen en 8 invalbeurten droeg hij beperkt bij aan de promotie van de club naar de Bundesliga, waarmee HSV na 2.555 dagen terugkeerde in de hoogste Duitse klasse.

## Clubstatistieken
| Seizoen                    | Club            | Competitie      | Competitie | Competitie | Beker | Beker | Internationaal | Internationaal | Overig | Overig | Totaal | Totaal |
| Seizoen                    | Club            | Competitie      | Wed.       | Dlp.       | Wed.  | Dlp.  | Wed.           | Dlp.           | Wed.   | Dlp.   | Wed.   | Dlp.   |
| -------------------------- | --------------- | --------------- | ---------- | ---------- | ----- | ----- | -------------- | -------------- | ------ | ------ | ------ | ------ |
| 2015/16                    | FC St. Gallen   | Super League    | 23         | 0          | 2     | 0     | –              | –              | –      | –      | 25     | 0      |
| 2016/17                    | FC St. Gallen   | Super League    | 33         | 0          | 3     | 0     | –              | –              | –      | –      | 36     | 0      |
| 2017/18                    | FC St. Gallen   | Super League    | 30         | 0          | 4     | 0     | –              | –              | –      | –      | 34     | 0      |
| 2018/19                    | FC St. Gallen   | Super League    | 35         | 1          | 3     | 0     | 2              | 1              | –      | –      | 40     | 2      |
| 2019/20                    | FC St. Gallen   | Super League    | 34         | 3          | 1     | 0     | –              | –              | –      | –      | 35     | 3      |
| 2020/21                    | BSC Young Boys  | Super League    | 30         | 0          | 1     | 0     | 12             | 0              | –      | –      | 43     | 0      |
| 2021/22                    | BSC Young Boys  | Super League    | 17         | 1          | 1     | 0     | 11             | 1              | –      | –      | 29     | 2      |
| 2021/22                    | Genoa           | Serie A         | 16         | 0          | 1     | 0     | –              | –              | –      | –      | 17     | 0      |
| 2022/23                    | Genoa           | Serie B         | 26         | 1          | 2     | 0     | –              | –              | –      | –      | 28     | 1      |
| 2023/24                    | Genoa           | Serie A         | 6          | 0          | 2     | 0     | –              | –              | –      | –      | 8      | 0      |
| 2023/24                    | → Montpellier   | Ligue 1         | 11         | 0          | 3     | 0     | –              | –              | –      | –      | 14     | 0      |
| 2024/25                    | Hamburger SV    | 2. Bundesliga   | 19         | 1          | 1     | 0     | –              | –              | –      | –      | 20     | 1      |
| Carrière totaal            | Carrière totaal | Carrière totaal | 280        | 7          | 24    | 0     | 25             | 2              | –      | –      | 330    | 9      |
| Bijgewerkt tot 29 mei 2025 |                 |                 |            |            |       |       |                |                |        |        |        |        |

## Interlandloopbaan
Hefti kwam uit voor meerdere Zwitserse jeugdelftallen, maar wist zich met geen van deze ploegen te plaatsen voor een eindtoernooi. In totaal speelde hij 24 interlands in de jeugd, waarin hij niet tot scoren kwam. Tijdens deze wedstrijden stond hij onder meer samen op het veld met Andi Zeqiri, Jérémy Guillemenot, Eray Cömert en Gregor Kobel.

### Zwitserse jeugdelftallen
Op 17 april maakte Hefti zijn debuut voor Zwitserland –15 onder bondscoach Yves Débonnaire in een vriendschappelijke interland tegen de leeftijdsgenoten van Wales. In de met 1–0 gewonnen wedstrijd begon hij in de basis.
Met Zwitserland –19  wist Hefti zich niet te kwalificeren voor het Europees kampioenschap van 2016. Na zeges op Andorra, Faeröer en Roemeniëplaatste het team zich voor de eliteronde. Daarin verloor men alle drie de wedstrijden, waardoor deelname aan het eindtoernooi in Duitsland uitbleef. Hefti speelde alle wedstrijden in deze kwalificatiereeks. Voor Zwitserland –21 kwam Hefti in actie tijdens de kwalificatie voor het Europees kampioenschap 2019. In totaal speelde hij zeven wedstrijden in deze campagne. Op 11 september 2018 droeg hij tijdens het duel tegen Liechtenstein de aanvoerdersband. Zwitserland begon de kwalificatie met een 1–0 overwinning op Bosnië en Herzegovina maar wist daarna alleen nog te winnen van Frankrijk en opnieuw Liechtenstein. De ploeg eindigde als vijfde in de poule en plaatste zich niet voor het eindtoernooi in Italië en San Marino.
| Jeugdinterlands van Silvan Hefti voor Zwitserland () | Jeugdinterlands van Silvan Hefti voor Zwitserland () | Jeugdinterlands van Silvan Hefti voor Zwitserland () | Jeugdinterlands van Silvan Hefti voor Zwitserland () | Jeugdinterlands van Silvan Hefti voor Zwitserland () | Jeugdinterlands van Silvan Hefti voor Zwitserland () |
| №                                                    | Datum                                                | Wedstrijd                                            | Uitslag                                              | Soort Wedstrijd                                      | Doelpunten                                           |
| Als speler bij Zwitserland –15                       | Als speler bij Zwitserland –15                       | Als speler bij Zwitserland –15                       | Als speler bij Zwitserland –15                       | Als speler bij Zwitserland –15                       | Als speler bij Zwitserland –15                       |
| ---------------------------------------------------- | ---------------------------------------------------- | ---------------------------------------------------- | ---------------------------------------------------- | ---------------------------------------------------- | ---------------------------------------------------- |
| 1.                                                   | 17 april 2012                                        | Zwitserland – Wales                                  | 1 – 0                                                | Vriendschappelijk                                    |                                                      |
| 2.                                                   | 22 mei 2012                                          | Slowakije – Zwitserland                              | 1 – 2                                                | Vriendschappelijk                                    |                                                      |
| 3.                                                   | 24 mei 2012                                          | Slowakije – Zwitserland                              | 2 – 3                                                | Vriendschappelijk                                    |                                                      |
| Als speler bij Zwitserland –19                       |                                                      |                                                      |                                                      |                                                      |                                                      |
| 1.                                                   | 12 november 2015                                     | Zwitserland – Andorra                                | 1 – 0                                                | EK-kwalificatie 2016                                 |                                                      |
| 2.                                                   | 14 november 2015                                     | Faeröer – Zwitserland                                | 0 – 4                                                | EK-kwalificatie 2016                                 |                                                      |
| 3.                                                   | 17 november 2015                                     | Zwitserland – Roemenië                               | 3 – 1                                                | EK-kwalificatie 2016                                 |                                                      |
| 4.                                                   | 15 maart 2016                                        | Liechtenstein – Zwitserland                          | 0 – 2                                                | Vriendschappelijk                                    |                                                      |
| 5.                                                   | 25 maart 2016                                        | Zwitserland – Turkije                                | 1 – 4                                                | EK-kwalificatie 2016                                 |                                                      |
| 6.                                                   | 27 maart 2016                                        | Zwitserland – Italië                                 | 0 – 2                                                | EK-kwalificatie 2016                                 |                                                      |
| 7.                                                   | 30 maart 2016                                        | Israël – Zwitserland                                 | 2 – 0                                                | EK-kwalificatie 2016                                 |                                                      |
| 8.                                                   | 15 maart 2016                                        | Zwitserland – Luxemburg                              | 0 – 2                                                | Vriendschappelijk                                    |                                                      |
| Als speler bij Zwitserland –20                       |                                                      |                                                      |                                                      |                                                      |                                                      |
| 1.                                                   | 1 september 2016                                     | Zwitserland – Polen                                  | 2 – 2                                                | Vriendschappelijk                                    |                                                      |
| 2.                                                   | 11 oktober 2016                                      | Italië – Zwitserland                                 | 2 – 4                                                | Vriendschappelijk                                    |                                                      |
| 3.                                                   | 23 maart 2017                                        | Duitsland – Zwitserland                              | 1 – 0                                                | Vriendschappelijk                                    |                                                      |
| Als speler bij Zwitserland –21                       |                                                      |                                                      |                                                      |                                                      |                                                      |
| 1.                                                   | 10 november 2016                                     | Rusland – Zwitserland                                | 1 – 2                                                | Vriendschappelijk                                    |                                                      |
| 2.                                                   | 14 november 2016                                     | Zwitserland – Rusland                                | 3 – 2                                                | Vriendschappelijk                                    |                                                      |
| 3.                                                   | 13 juni 2017                                         | Zwitserland – Bosnië en Herzegovina                  | 1 – 0                                                | EK-kwalificatie 2019                                 |                                                      |
| 4.                                                   | 1 september 2017                                     | Zwitserland – Wales                                  | 0 – 3                                                | EK-kwalificatie 2019                                 |                                                      |
| 5.                                                   | 5 september 2017                                     | Roemenië – Zwitserland                               | 1 – 1                                                | EK-kwalificatie 2019                                 |                                                      |
| 6.                                                   | 14 november 2017                                     | Portugal – Zwitserland                               | 2 – 1                                                | EK-kwalificatie 2019                                 |                                                      |
| 7.                                                   | 14 november 2017                                     | Zwitserland – Frankrijk                              | 2 – 1                                                | Vriendschappelijk                                    |                                                      |
| 8.                                                   | 7 september 2018                                     | Bosnië en Herzegovina – Zwitserland                  | 3 – 0                                                | EK-kwalificatie 2019                                 |                                                      |
| 9.                                                   | 11 september 2018                                    | Zwitserland – Liechtenstein                          | 3 – 0                                                | EK-kwalificatie 2019                                 |                                                      |
| 10.                                                  | 16 oktober 2018                                      | Wales – Zwitserland                                  | 3 – 1                                                | EK-kwalificatie 2019                                 |                                                      |
| Bijgewerkt tot 11 augustus 2024                      |                                                      |                                                      |                                                      |                                                      |                                                      |

## Persoonlijk
Zowel zijn jongere broer Nias als zijn zus Simea zijn eveneens actief als profvoetballer.

## Erelijst
| Kampioen Zwitsersland | 1x | 2020/21 |